# ラジオガルーダばりばりマッシュルーム
ラジオガルーダばりばりマッシュルームは、ニッポン放送において、1988年10月10日から1989年4月6日のナイター中継の無いナイターオフ期間中に、月曜日から木曜日の20:00から22:00まで放送されていたラジオ番組。

## 概要
恋愛に関する話に重点を置いていた番組。女性リスナー限定で電話を受け付けていた『ばりばりテレフォン』では恋愛話の他、Hな話、強烈で過激な話も飛び出すこともあり、番組を盛り上げていた。その他『指フェラクイーンコンテスト』『愛のパンスト交換人』など、Hな雰囲気を思わせるようなタイトルのコーナーも存在した。ノベルティグッズには、もらうまでどんな物だかわからなかったという『御休憩セット』と『御泊りセット』があった。

## パーソナリティ
- メイン：大平サブロー
- パートナー
  - 月曜日：深津絵里
  - 火曜日：斉藤満喜子
  - 水曜日：我妻佳代
  - 木曜日：藤谷美紀

## タイムテーブル
- 20:00　オープニング・フリートーク
- 20:30　ばりばりテレフォン・1
- 20:40　バリバリ体験隊
  - 美少年宅配便 （月曜）
  - 愛のパンスト宅配便 （月曜）

レポーターがパンストをはいている人に話を聞きながら、今はいているものと新品とを交換してもらっていたコーナー。
- - 指フェラクイーンコンテスト （火曜）
  - あぶない突撃レポート （水曜）
  - 噂のトリップ体験 （木曜）
- 20:50 今夜もマッシュルーム
- 20時台エンディング

飛び降りるネット局のため一旦エンディング。開始当初は「ニッポン放送はこの後も続きますので電波をキャッチ（ニッポン放送を遠距離受信）して聴いて下さい」と呼び掛けていたが、ネット局の抗議によりこの一言は無くなった。
- 21:00 光のスターライトキッス
- 21:10 ばりばりテレフォン・2
- 21:30 アイドルあ・き・す・と・ぜ・ね・こ
- 21:40 WAOクラブ
  - 突然電話10万円 （月曜）
  - 業界クイズハイ&ロー （火曜）
  - ガルーダ3分クッキング （水曜）
  - 学生証ジャンケン （木曜）
  - クイズ・ウナッターズ （木曜）

電話による男性対女性のリスナー対決で、鼻歌で歌われる曲を当てるクイズ。
（出典：）

## ネット局
20:00 - 21:00の1時間のみ、以下の3局にネットしていた。
- 北海道放送
- 北陸放送★ （月曜は北陸放送制作番組『竜香におまかせIt's on me!』が放送されていたため、本番組の放送無し）
- 西日本放送★
  - ★ - 当時金曜日の20:00 - 22:00枠で放送されていた『ときめきBANANA アイドルオーディション』の20時台の1時間枠とセットでネット。